# Tatiana Ustínova
Tatiana Ivànovna Ustínova (en rus: Татья́на Ива́новна Усти́нова) (Aluixta, 14 de novembre de 1913 - Vancouver, 4 de setembre de 2009) va ser una geòloga russa que va descobrir la Vall dels Guèisers a Kamtxatka.

## Trajectòria
Ustínova es va graduar a la Universitat de Khàrkiv i posteriorment va treballar en projectes a les muntanyes dels Urals i a la Reserva Ilmen. L'any 1940 va ser traslladada a la reserva natural de Kronotski, a Kamtxatka, juntament amb el seu marit, Iuri Averin. L'abril de 1941, mentre estava acompanyada del guia Anisifor Pàvlovitx Krupenin, va trobar la Vall dels Guèisers.
Fins al 1946, Ustínova va romandre a la península de Kamtxatka investigant la vall. Va posar nom a les fonts termals més potents i impressionants que hi havia. Més tard, va treballar a Chișinău, a la República Socialista Soviètica de Moldàvia. El 1951 va publicar el llibre Geysers of Kamchatka.
L'any 1989 va deixar la seva terra natal per anar a viure al Canadà, juntament amb la seva filla gran, Tatiana, i va morir a Vancouver el 4 de setembre de 2009. D'acord amb el seu testament, el 5 d'agost de 2010, 11 mesos i 2 dies després de la seva mort, es van escampar les seves cendres a la Vall dels Guèisers.